# Libero de Luca
 (juillet 2025).
Pour les articles homonymes, voir De Luca.
Libero de Luca, né le 19 mars 1913 à Kreuzlingen et mort le 4 août 1997, est un ténor de nationalité suisse, particulièrement associé au répertoire français.

## Biographie
Né le 19 mars 1913 à Kreuzlingen, Libero de Luca étudie d'abord l'architecture, avant de se tourner vers le chant. Il étudie alors à Munich avec Max Kraus, puis à Zurich avec Alfredo Cairati. Après avoir gagné différentes compétitions de chant, il débute au Théâtre Municipal de Soleure en 1941. Après une saison au Théâtre Municipal de Berne, il devient ténor vedette de l'Opéra de Zurich de 1943 à 1949. 
Une fois la guerre finie, il entame une carrière internationale, paraissant à Munich, Vienne, Bruxelles, Londres, Naples, Buenos Aires. 
En 1949, il est engagé comme premier ténor à l'Opéra-Comique et  au Palais Garnier, où il s'illustre dans le répertoire français (Faust, Roméo et Juliette, Les pêcheurs de perles, Mignon, Lakmé, Manon, Carmen, etc), mais aussi italien (Lucia di Lammermoor, Rigoletto, La Traviata, etc).
Il se retire de la scène en 1961, et se tourne vers l'enseignement à Horn sur les bords du Lac de Constance.

## Discographie sélective
Lakmé rôle de Gérald, Mado Robin, Jean Borthayre, Agnès Disney, Georges Sébastian, Decca 1952 (OCLC 4733563).

## Sources
- Alain Pâris, Dictionnaire des interprètes et de l'interprétation musicale au XXe siècle, Paris, Robert Laffont, 1989, 1112 p. (ISBN 978-2-221-06660-7 et 2-221-06660-X, OCLC 319830089)